# Hajnówka (stacja kolejowa)
Hajnówka – stacja kolejowa w Hajnówce, w Polsce w województwie podlaskim. Według klasyfikacji PKP ma kategorię dworca lokalnego.

## Ruch pasażerski
| Rok  | Wymiana pasażerska na dobę |
| ---- | -------------------------- |
| 2017 | 200-499                    |
| 2022 | 500-699                    |

Ma bezpośrednie połączenie z Czeremchą, Siedlcami i Białymstokiem.
Jest to unikatowy w Polsce, w szczególności w województwie podlaskim, przykład stacji typu wyspowego. Od wschodu – od strony centrum Hajnówki znajduje się większość torów, w tym tory linii Siedlce – Czeremcha – Siemianówka i dalej do przejścia granicznego z Białorusią. Od zachodu znajdują się 3 tory i 2 perony leżące w ciągu linii Lewki – Białowieża z łącznicami umożliwiającymi przejazd między obu liniami. 

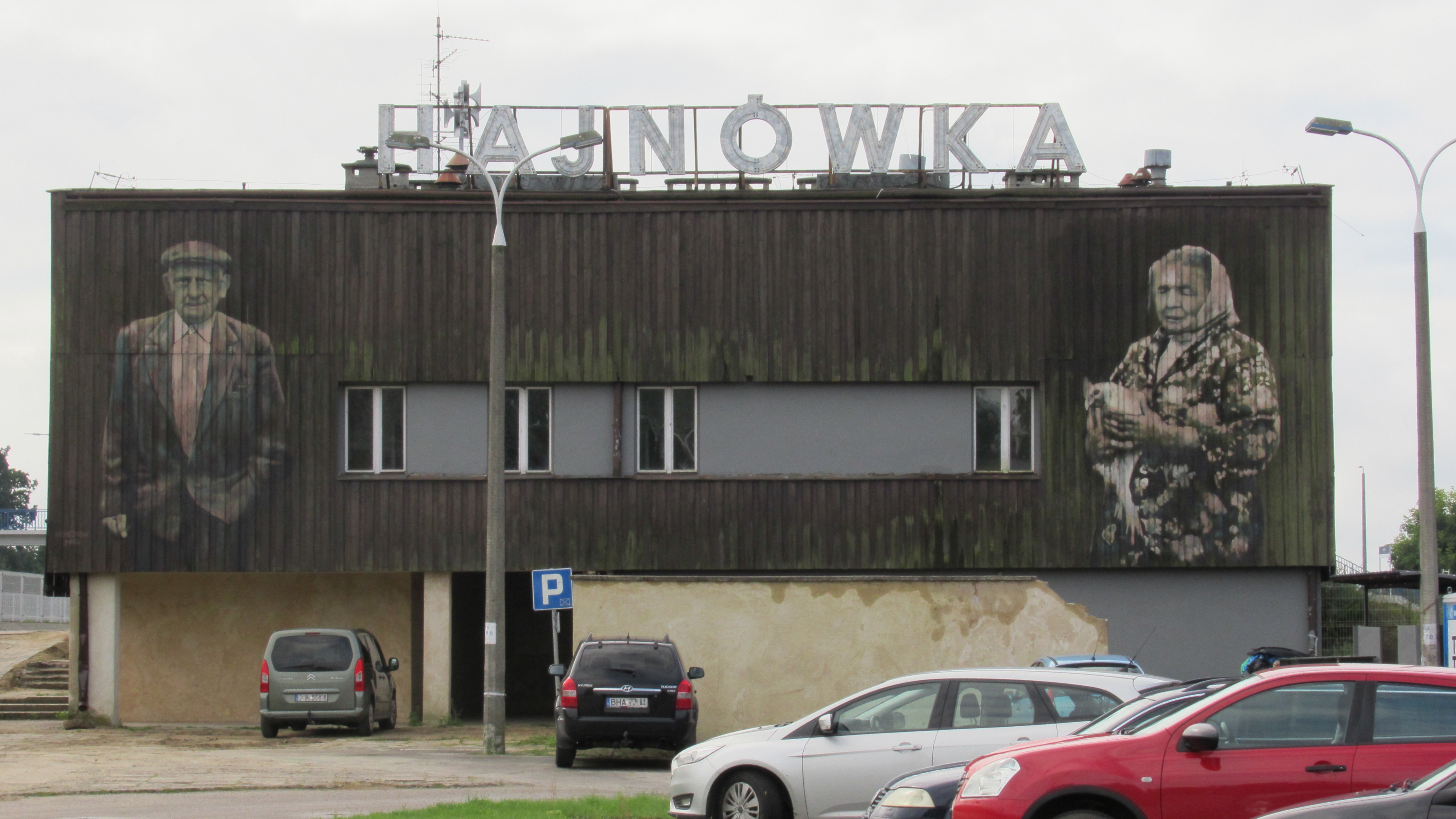
Deskal na elewacji dworca

Od września 2020 drewnianą elewację nieużywanego budynku stacyjnego zdobi deskal autorstwa Arkadiusza Andrejkowa, upamiętniający w ramach projektu „Cichy memoriał” pamięć osób związanych z danym miejscem. Przedstawione tu osoby to Mikołaj Bujnowski, maszynista z tutejszego dworca, i Nina Bujnowska, poetka amatorka. Graffiti powstało z okazji przejęcia opuszczonego budynku przez Stowarzyszenie Kulturalne „Pocztówka” i rozpoczęcia w nim działalności pod hasłem „Hajnówka Centralna – przesiadkowa stacja kultury”.